# Carcar, Cebu
Carcar (Cebuano: Dakbayan sa Carcar, tiếng Tagalog: Lungsod ng Carcar) là một municipality in the tỉnh Cebu, Philippines. Theo điều tra dân số năm 2007, đô thị này có dân số 100.632 người.

## Các đơn vị dân cư

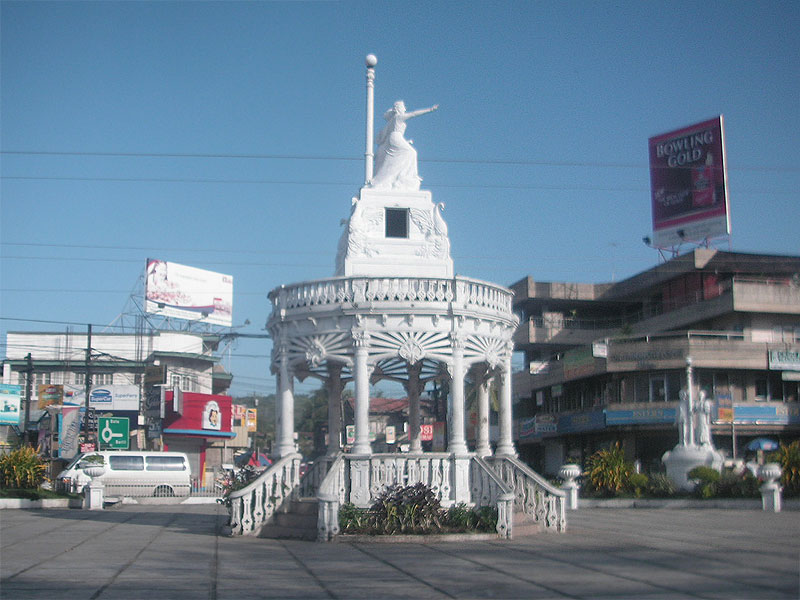
Một vòng xoay ở đô thị Cartar.

Carcar được chia thành các đơn vị hành chính gồm 15 khu dân cư (khu phố) (barangay).
- Bolinawan
- Buenavista
- Calidngan
- Can-asujan
- Guadalupe
- Liburon
- Napo
- Ocana
- Perrelos
- Poblacion I
- Poblacion II
- Poblacion III
- Tuyom
- Valencia
- Valladolid